# Senecio ampullaceus
Senecio ampullaceus es una especie de plantas de la familia Asteraceae. Originaria de los Estados Unidos.

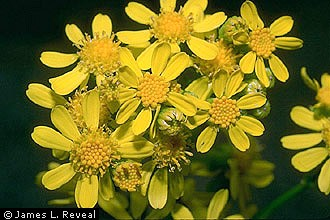
Flores

## Descripción
Las plántulas de S. ampullaceus a menudo tienen un color morado en el envés de sus hojas en el invierno, especialmente a lo largo de su nervio medio. La floración se produce a principios-mediados de primavera.
Los tallos son simples, los nodos entre las hojas cada vez más cortos cuanto más alto en el tallo. Hojas ovadas con puntas de 3  a 10 centímetros  de largo por 1,5 a 4 centímetros  de ancho, con bases cónicas. Las hojas en la parte inferior de la planta tiene más dientes en sus bordes que las hojas en la parte superior de la planta madura. Los tallos y las hojas están cubiertas de forma desigual, con una alfombra de pelos finos, a veces sin pelos. Presentan de 10 a 30 cabezas de flores que en conjunto forman una parte superior plana de toda la planta. Cada cabeza de la flor está rodeado por 2 a 8 brácteas  cada una. 

## Taxonomía
Senecio ampullaceus fue descrita por  William Jackson Hooker y publicado en Botanical Magazine 63: pl. 3478. 1836.
Etimología
Ver: Senecio
ampullaceus: epíteto que deriva del latín y significa la forma de su inflorescencia
Sinonimia
- Senecio ampullaceus var. floccosus Engelm. & A.Gray
- Senecio ampullaceus var. glaberrimus Engelm. & A.Gray[8]